# Familia (film, 1996)
Pour plus de détails, voir Fiche technique et Distribution.
Familia est un film espagnol de Fernando León de Aranoa sorti en 1996.

## Synopsis
C'est l'anniversaire de Santiago et le voici déjeunant avec sa famille au grand complet. Lorsque son jeune fils lui offre une pipe, il sort de ses gonds et... le congédie sur-le-champ !                

## Fiche technique
- Titre original : Familia
- Réalisation : Fernando León de Aranoa
- Scénario : F. León de Aranoa, Ignacio del Moral
- Photographie : Alfredo F. Mayo - Couleur
- Musique : Stéphane Grapelli
- Montage : Nacho Ruiz Capillas
- Décors : Soledad Seseña
- Costumes : Maiki Marin
- Production : Elías Querejeta
- Pays d'origine :  Espagne
- Genre : Comédie dramatique
- Durée : 94 minutes
- Sorties :
  - Espagne : octobre 1996 au Festival international du film de Valladolid
  -  France : 28 octobre 1998

## Distribution
- Juan Luis Galiardo  : Santiago
- Amparo Muñoz : Carmen
- Ágata Lys : Sole
- Chete Lara : Vantura
- Elena Anaya : Luna
- Raquel Rodrigo : Rosa
- Juan Querol : Carlos
- Aníbal Carbonero : Nico
- André Falcon : Martin
- Béatrice Camurat : Alicía

## Commentaire
Familia - premier long métrage de Fernando León de Aranoa - reste « un superbe oiseau rare dans sa filmographie. [...] Grâce à une précision pleine de naturel, le scénario joue avec le réalisme jusqu'à effacer leurs frontières. [...] L'intelligence de l'intrigue et le travail des acteurs en font un film qui va bien au-delà du simple effet de surprise. »

## Remake
Le film italien Una famiglia perfetta de Paolo Genovese sorti en 2012 est un remake de ce film.